# ذي خالد (الرضمة)

تعديل مصدري - تعديل

ذي خالد محلة تابعة لقرية شعب العبيدي، التابعة لعزلة عجيب بمديرية الرضمة إحدى مديريات محافظة إب في الجمهورية اليمنية.، بلغ تعداد سكانها 20 حسب تعداد اليمن لعام 2004.